# IPS/UPS

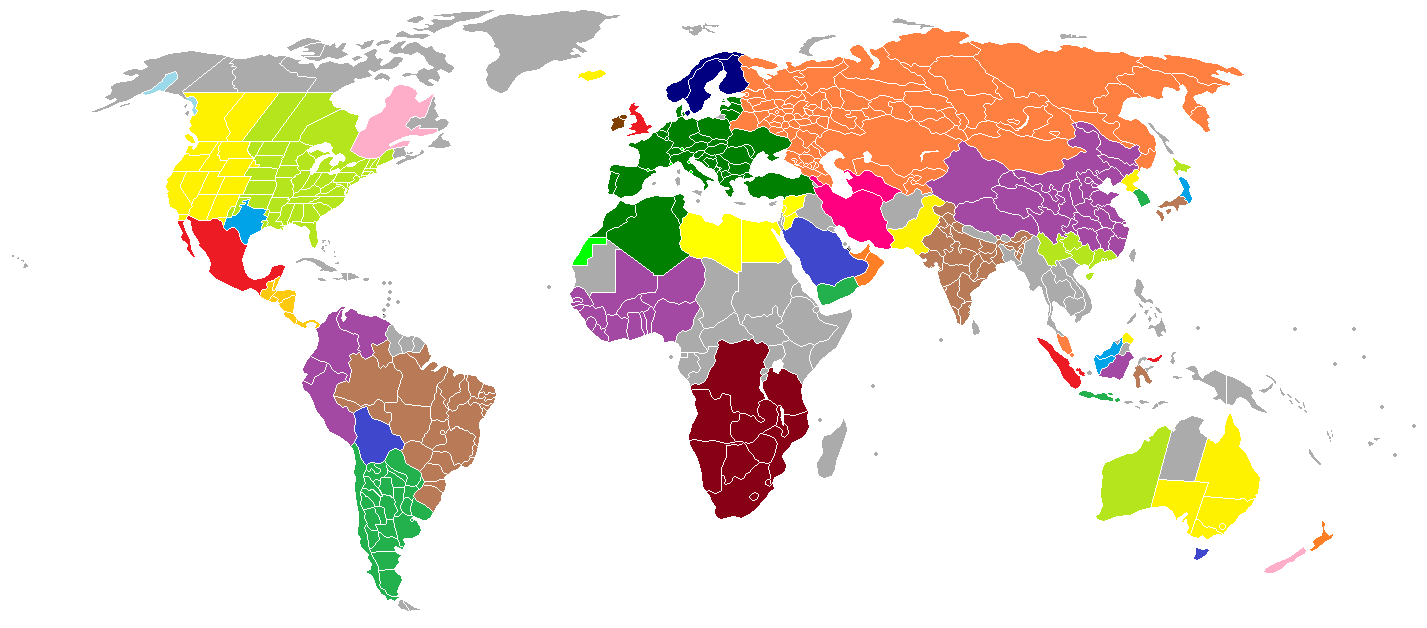
IPS/UPS-Netzgebiet in orange

IPS/UPS bezeichnet das Verbundnetz in Russland sowie einigen angrenzenden Ländern der ehemaligen UdSSR bzw. Gemeinschaft Unabhängiger Staaten (GUS) und der Mongolei. Das Verbundnetz zählt zu den weltweit größten und erstreckt sich über acht Zeitzonen. Dabei bezeichnet
- IPS (Integrated Power System, russisch Единая энергетическая система России) die angekoppelten Netze von Kasachstan, Kirgisistan, Belarus, Aserbaidschan, Tadschikistan, Georgien und der Mongolei.
- UPS (Unified Power System of Russia, russisch Единая энергетическая система России) die sechs russischen Festland-Zonen, ohne die Inselgruppe Sachalin.

Die installierte Gesamtleistung beträgt 300 GW, es werden im Jahr 1200 TWh für 280 Mio. Kunden produziert.

## Ehemalige Stromnetze
Als Reaktion auf den russischen Überfall auf die Ukraine ab dem 24. Februar 2022 koppelten die Ukraine und die Republik Moldau ihre Stromnetze vom IPS ab und synchronisierten diese am 16. März 2022 mit dem europäischen Verbundnetz (ENTSO-E). Dieser Schritt war zuvor im Jahr 2021 noch für 2023 geplant.
Die Stromnetze der baltischen Staaten waren Teil des IPS/UPS, zu Finnland im skandinavischen Verbundnetz NORDEL bestand die HGÜ-Kurzkupplung Wyborg mit einer Scheinleistung von 1,42 GVA (Wirkleistung: 1 GW), welche die einzige Gleichstromkurzkupplung in Russland ist. Am 8. Februar 2025 erfolgte die Entkopplung der baltischen Staaten von dem Verbundsystem. Damit wurde das Stromnetz in Kaliningrad zu einem Inselnetz.